# هاكون أوليفر كارلسن
هاكون أوليفر كارلسن هو سياسي نرويجي، ولد في 27 يونيو 1888 في فريدريكستاد في النرويج. حزبياً، نشط في حزب العمال. وقد انتخب عضو برلمان النرويج ‏.